# گنادی بوخارین
گنادی بوخارین (روسی: Геннадий Иванович Бухарин؛ ۱۶ مارس ۱۹۲۹ – ۳ نوامبر ۲۰۲۰) ورزشکار اهل اتحاد جماهیر شوروی سوسیالیستی بود.
وی در مسابقات کشوری و بین‌المللی در مجموع برندهٔ ۲ مدال طلا، ۲ مدال برنز شده‌است.